# Lista de deputados estaduais do Paraná da 2.ª legislatura
Essa é uma lista de deputados estaduais do Paraná eleitos para o período 1951-1955.

## Composição das bancadas
| Partido | Líder                      | Bancada | Posição  |
| ------- | -------------------------- | ------- | -------- |
| PSD     | Mário Faraco               | 16 / 45 | Oposição |
| PTB     | Francisco Soares           | 12 / 45 | Governo  |
| UDN     | Francisco Cavalli da Costa | 8 / 45  | Governo  |
| PR      | Milton Batista Ribas       | 4 / 45  | Governo  |
| PSP     | Antônio Constâncio Souza   | 2 / 45  | Governo  |
| PRP     | Amadeu Puppi               | 1 / 45  | Governo  |
| PST     | Luiz Américo Teti          | 1 / 45  | Governo  |
| PL      | Vespertino Ferreira Pimpão | 1 / 45  | Governo  |

## Deputados estaduais
| Número | Deputados estaduais eleitos      | Partido | Votação | Percentual | Cidade onde nasceu       | Unidade federativa |
| 41888  | Waldemiro Pedroso                | PSD     | 3.910   |            | Curitiba                 | Paraná             |
| 41266  | João Chede                       | PSD     | 3.261   |            | Palmeira                 | Paraná             |
| 14147  | Raul de Rezende Filho            | PTB     | 3.168   |            | Campo Mourão             | Paraná             |
| 14171  | Júlio Rocha Xavier               | PTB     | 3.029   |            | Ponta Grossa             | Paraná             |
| 41290  | Francisco Accioly Filho          | PSD     | 2.982   |            | Paranaguá                | Paraná             |
| 41352  | Guataçara Borba Carneiro         | PSD     | 2.918   |            | Reserva                  | Paraná             |
| 22870  | Edwino Donato Tempski            | UDN     | 2.834   |            | Caxias do Sul            | Rio Grande do Sul  |
| 22210  | João Vargas de Oliveira          | UDN     | 2.758   |            | Ponta Grossa             | Paraná             |
| 14212  | José Hoffmann                    | PTB     | 2.754   |            | Curitiba                 | Paraná             |
| 14364  | Dagoberto Pusch                  | PTB     | 2.686   |            | Toledo                   | Paraná             |
| 41706  | Hélio Setti                      | PSD     | 2.654   |            | São Paulo                | São Paulo          |
| 41241  | Anísio Luz                       | PSD     | 2.637   |            | Palmas                   | Paraná             |
| 14487  | Antônio Baby                     | PTB     | 2.539   |            | Mallet                   | Paraná             |
| 14559  | Alcides Caetano                  | PTB     | 2.533   |            | Guarapuava               | Paraná             |
| 41372  | Cândido Machado de Oliveira Neto | PSD     | 2.478   |            | Clevelândia              | Paraná             |
| 41975  | Joaquim Cardoso da Silveira      | PSD     | 2.445   |            | Santo Antônio da Platina | Paraná             |
| 14156  | Francisco Silveira Rocha         | PTB     | 2.364   |            | Piraquara                | Paraná             |
| 41213  | Peregrino Dias da Rosa Filho     | PSD     | 2.324   |            | Ponta Grossa             | Paraná             |
| 41836  | João Batista Ribeiro Jr          | PSD     | 2.317   |            | Campina Grande do Sul    | Paraná             |
| 22778  | Rubem Fleury da Rocha            | UDN     | 2.299   |            | Ouro Preto               | Minas Gerais       |
| 14809  | Antônio Annibelli                | PTB     | 2.289   |            | São Paulo                | São Paulo          |
| 14877  | Gastão Vieira de Alencar         | PTB     | 2.205   |            | Umuarama                 | Paraná             |
| 22163  | Francisco Cavalli Costa          | UDN     | 2.143   |            | Campo Largo              | Paraná             |
| 14519  | Francisco Soares                 | PTB     | 2.112   |            | Rio Grande               | Rio Grande do Sul  |
| 14535  | Divonsir Borba Côrtes            | PTB     | 2.025   |            | Curitiba                 | Paraná             |
| 22597  | Joaquim Linhares de Lacerda      | UDN     | 1.957   |            | Lapa                     | Paraná             |
| 14378  | Jorge de Lima                    | PTB     | 1.913   |            | Curitiba                 | Paraná             |
| 41243  | Ernesto Moro Redeschi            | PSD     | 1.897   |            | Almirante Tamandaré      | Paraná             |
| 22348  | Laertes de Macedo Munhoz         | UDN     | 1.883   |            | Curitiba                 | Paraná             |
| 41279  | Iracy Ribeiro Viana              | PSD     | 1.858   |            | Cambé                    | Paraná             |
| 41600  | Ernani Benghi                    | PSD     | 1.852   |            | Uraí                     | Paraná             |
| 42648  | Vespertino Ferreira Pimpão       | PL      | 1.840   |            | Londrina                 | Paraná             |
| 20776  | Chafic Cury                      | PR      | 1.776   |            | Rio Azul                 | Paraná             |
| 41665  | Emílio Humberto Carazzai         | PSD     | 1.716   |            | Arapongas                | Paraná             |
| 41834  | Antonio Lustosa de Oliveira      | PSD     | 1.685   |            | Guarapuava               | Paraná             |
| 41612  | Mário Faraco                     | PSD     | 1.645   |            | Araucária                | Paraná             |
| 46590  | Atílio de Almeida Barbosa        | PSP     | 1.618   |            | Curitiba                 | Paraná             |
| 20874  | Milton Batista Ribas             | PR      | 1.587   |            | Palmas                   | Paraná             |
| 20977  | João Xavier Viana                | PR      | 1.576   |            | Fazenda Rio Grande       | Paraná             |
| 22745  | Rivadávia Vargas                 | UDN     | 1.570   |            | Castro                   | Paraná             |
| 22459  | Dario Marchesini                 | UDN     | 1.564   |            | Apucarana                | Paraná             |
| 52848  | Luiz Américo Teti                | PST     | 1.531   |            | Sarandi                  | Paraná             |
| 20515  | Lauro Gentil Portugal Tavares    | PR      | 1.417   |            | Campo Largo              | Paraná             |
| 44930  | Amadeu Puppi                     | PRP     | 1.166   |            | Paranaguá                | Paraná             |
| 46478  | Antonio Constâncio Souza         | PSP     | 1.105   |            | Araucária                | Paraná             |